# Quipile
Quipile est une municipalité située dans le département de Cundinamarca, en Colombie.